# Paranoid (Jonas Brothers)
Paranoid è un singolo del gruppo musicale statunitense Jonas Brothers, pubblicato il 29 aprile 2009 come primo dal loro quarto album Lines, Vines and Trying Times.

## Descrizione
Il brano Paranoid è stato scritto dai tre fratelli Jonas, insieme al compositore inglese Cathy Dennis ed al produttore John Fields.

## Video
Il video musicale prodotto per Paranoid inizia con i fratelli Jonas che si guardano in faccia in piedi in una stanza, poi improvvisamente iniziano tutti ad avere allucinazioni con sdoppiamenti di persona e dislocazioni in luoghi mai visti. Kevin si trova in una stanza piena di suoi cloni; Joe sale una scala in un corridoio dell'hotel e finisce su un ring di wrestling; Nick esce dalla stanza e si trova nel deserto dove inizia a guidare la sua auto, per poi accorgersi di avere una ragazza al suo fianco. Nick ritorna sulla strada e rientra nella stanza e sembra infine risvegliarsi dal sogno. Joe e Kevin gli chiedono se si sente bene ma poi notano all'improvviso due lottatori di wrestling e la ragazza dell'auto e infine tutti i loro cloni che corrono verso di loro. Il video è stato distribuito su iTunes il 26 maggio 2009 e poi su YouTube. Il regista del video è the Malloys.

## Tracce
Promo - CD-Maxi Hollywood JBPARACDP1 (UMG)
1. Paranoid - 3:39
2. Paranoid - 3:39
3. Paranoid - 3:39
4. Callout Hook - 0:10

## Classifiche
| Classifica (2009)      | Posizione più alta |
| ---------------------- | ------------------ |
| Australia              | 99                 |
| Canada                 | 47                 |
| Irlanda                | 27                 |
| Norvegia               | 20                 |
| Polonia                | 49                 |
| Svezia                 | 53                 |
| Official Singles Chart | 56                 |
| U.S. Billboard Hot 100 | 37                 |
| U.S. Billboard Pop 100 | 40                 |